# Matthew Morrison
Matthew James "Matt" Morrison (sinh ngày 30 tháng 10 năm 1978) là một diễn viên, vũ công, nhạc sĩ và ca sĩ người Mỹ. Anh được biết đến nhiều nhất với các vai diễn trong nhiều vở kịch trong và ngoài Broadway, trong đó có vai Link Larkin trong Hairspray, cũng như vai Will Schuester trong sê ri phim truyền hình Glee của Fox với một đề cử Quả cầu vàng. Anh cũng đã nhận được một giải Satellite Award với vai diễn này. Anh đã ký hợp đồng với công ty 222 Records của Adam Levine (nhóm Maroon 5).

## Tiểu sử
Matthew được sinh ra ở Fort Ord, California và lớn lên ở Quận Cam. Anh mang dòng máu Scotland. Anh tham gia vào Collaborative Arts Project 21 (CAP21) và học tại Orange County High School of the Arts khi đang sống ở ký túc xá của Los Alamitos High School. Khi còn học trung học, anh biểu diễn trong một vở nhạc kịch cùng với nữ diễn viên Jodie Sweetin. Anh học đại học tại Tisch School of the Arts của trường đại học New York nhưng thôi học sau 2 năm để tham gia vào vở nhạc kịch Footloose do Broadway sản xuất.
Khi mởi chỉ học năm nhất đại học, anh đã trở thành một diễn viên thường xuyên xuất hiện trên sân khấu Broadway.

## Sự nghiệp
Sự nghiệp của Matthew bắt đầu khi anh ra mắt lần đầu tiên trên sân khấu Broadway trong vở nhạc kịch Footloose, sau đó là vở The Rocky Horror Show vào năm 2002. Tuy nhiên, bước đột phá của anh xảy ra khi anh nhận được vai Link Larkin trong vở Hairspray của John Waters do Broadway sản xuất. Sau khi đảm nhận vai diễn một thời gian, anh bắt đầu tham gia lĩnh vực truyền hình, xuất hiện với tư cách khách mời trong các chương trình như Ghost Whisperer, Numb3rs, CSI: Miami và Hack. Anh cũng có một số vai nhỏ trong các bộ phim điện ảnh như Marci X, Primary Colors, Music and Lyrics và Simply Funk. Sau đó anh thủ vai Sir Harry trong bộ phim nhạc kịch hài Once Upon a Mattress do ABC-TV sản xuất cùng với Tracey Ullman, Zooey Deschanel và Carol Burnett.

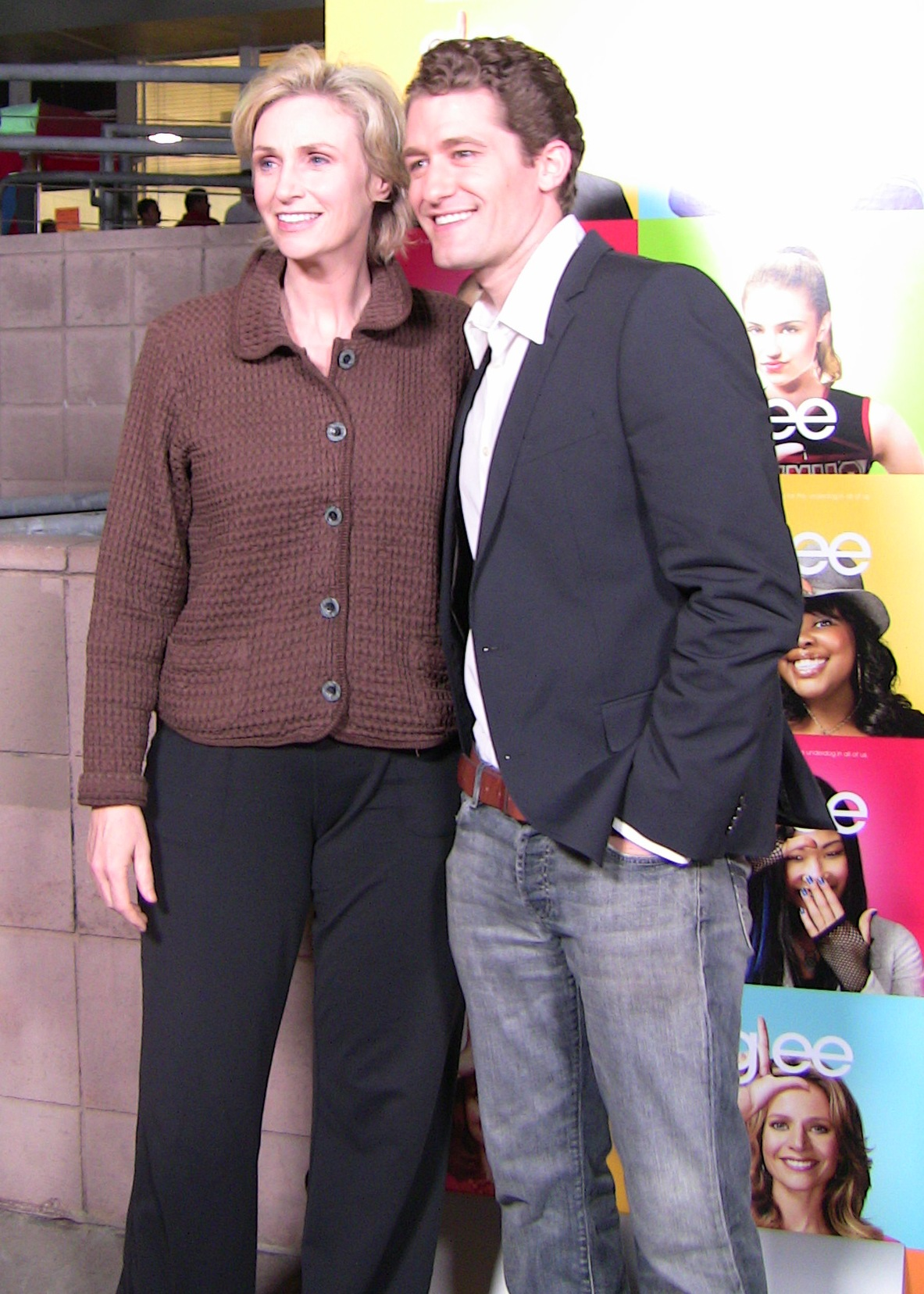
Matthew cùng bạn diễn Glee Jane Lynch

Năm 2001, Matthew được tuyển chọn làm thành viên của bộ tứ trong ban nhạc LMNT. Nhưng anh bị thay thế bởi Jonas Persch khi album đầu tay của họ ra mắt.
Matthew thủ vai chính Link Larkin trong vở nhạc kịch Hairspray từ khi vở kịch bắt đầu năm 2002 cho đến tháng 1 năm 2004.
Năm 2005 Matthew chuyển sang thể hiện vai Fabrizio Nacarelli trong vở The Light in the Piazza của Adam Guettel. Anh nhận được một đề cử giải Tony cho vai diễn này. Anh ngừng tham gia vở kịch vào ngày 28 tháng 8 năm 2005.
Matthew tham gia bộ phim truyền hình tâm lý/tình cảm dài tập As the World Turns của CBS trong vai Adam Munson vào ngày 24 tháng 10 năm 2006, nhưng đột ngột dừng lại do "lịch làm việc chồng chéo", lên sóng lần cuối cùng trong phim vào ngày 27 tháng 11.
Matthew xuất hiện trong buổi biểu diễn từ thiện tôn vinh Andrew Lippa, cũng như tại lễ kỷ niệm 25 năm thành lập 'The Kids in the Hall' tại Trung tâm biểu diễn nghệ thuật Quận Cam tháng 12 năm 2006. Màn biểu diễn đã hỗ trợ The California Conservatory of the Arts, một tổ chức giáo dục nghệ thuật phi lợi nhuận tập trung vào việc đào tạo những học sinh trẻ từ lớp 6 đến 12 ở Quận Cam, California.
Anh nhận được một đề cử giải Drama Desk cho vai diễn của mình trong vở kịch 10 Million Miles tại Atlantic Theater Company năm 2007. Anh cũng xuất hiện trong hai bộ phim Dan in Real Life và sau đó là Music and Lyrics trong vai người quản lý của Cora Corman.
Năm 2008 anh thủ vai Trung úy Cable trong vở nhạc kịch South Pacific do Lincoln Center sản xuất. Anh ngừng tham gia vở kịch cuối năm 2008 và đầu năm 2009, anh trở lại California để ghi hình cho mùa thứ nhất của Glee.
Matthew thể hiện vai Will Schuester trong sê ri phim truyền hình Glee của Fox. Vai diễn của anh là một giáo viên tiếng Tây Ban Nha ở trường trung học, người nhận trách nhiệm phục hồi nhóm hát của trường. Matthew cũng xuất hiện trong mùa thứ hai của phim. Anh quay trở lại trong mùa thứ ba, bắt đầu lên sóng ngày 20 tháng 9 năm 2011.
Thêm vào đó, vào ngày 14 tháng 1 năm 2010, Matthew được thông báo là đã ký hợp đồng với Mercury Records. Album đầu tay của anh được phát hành vào ngày 10 tháng 5 năm 2011. Matthew song ca cùng Elton John trong một liên khúc từ 'Mona Lisas and Madhatters' đến 'Rocket Man'". Đĩa đơn đầu tiên, "Summer Rain", được ra mắt trên trang web của Ryan Seacrest vào ngày 28 tháng 2 năm 2011. Ngoài ra, ca khúc "Over the Rainbow" mà anh song ca cùng Gwyneth Paltrow cũng xuất hiện trong album cùng tên.
Ngày 16 tháng 6 năm 2010, Matthew biểu diễn "Over the Rainbow" cùng Leona Lewis ở Luân Đôn tại O2 Arena trong tour diễn toàn thế giới của cô. Matthew xuất hiện trên trang bìa của tập chí MetroSource số tháng 6 năm 2011.

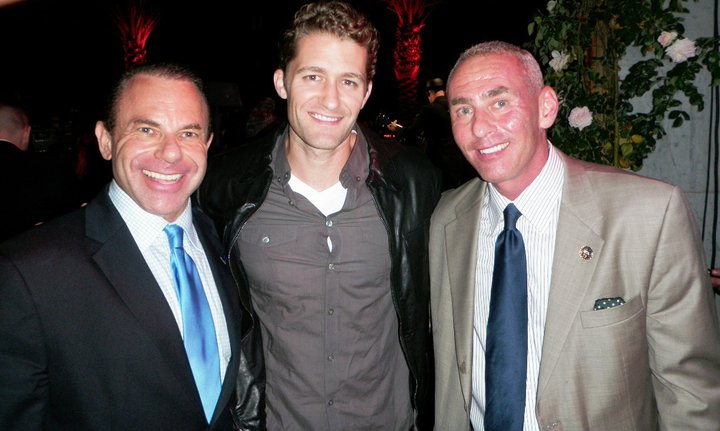
Matthew (ở giữa) cùng hai nhà hoạt động vì người đồng tính Kevin và Don Norte tại một buổi gây quỹ của PFLAG năm 2010

Tháng 3 năm 2012, Matthew tham gia vào một màn biểu diễn trong vở kịch '8' của Dustin Lance Black trong vai as Paul Katami. Vở kịch diễn ra ở Nhà hát Wilshire Ebell và được đăng tải lên YouTube để gây quỹ cho Hiệp hội Quyền bình đẳng Hoa Kỳ.
Matthew sẽ biểu diễn tại Trung tâm Bushnell ở Connecticut, buổi diễn sẽ được PBS ghi hình để lên sóng vào mùa xuân năm 2013.

## Đời tư
Matthew đính hôn với nữ diẽn viên Chrishell Stause vào ngày 9 tháng 12 năm 2006. Mối quan hệ của họ kết thúc năm 2007, chưa đầy một năm sau khi đính hôn.

## Danh sách đĩa nhạc

### Album phòng thu
| Tên album        | Chi tiết                                                                                       | Thứ hạng cao nhất | Thứ hạng cao nhất | Thứ hạng cao nhất |
| Tên album        | Chi tiết                                                                                       | US                | AUS               | UK                |
| ---------------- | ---------------------------------------------------------------------------------------------- | ----------------- | ----------------- | ----------------- |
| Matthew Morrison | - Ngày phát hành: Ngày 10 tháng 5 năm 2011 - Hãng đĩa: Mercury Records - Định dạng: CD, tải về | 24                | 61                | 63                |

### Đĩa đơn
| 2011                                              | "Summer Rain"       | 16 | 72 | —   | Matthew Morrison |
| 2011                                              | "Still Got Tonight" | —  | —  | 182 | Matthew Morrison |
| "—" chỉ những ca khúc không lọt vào bảng xếp hạng |                     |    |    |     |                  |

## Các phim đã đóng
| Năm  | Tên phim                             | Vai diễn          | Ghi chú |
| ---- | ------------------------------------ | ----------------- | ------- |
| 1999 | Bob Rizzo's Simply Funk with Suzanne | Chính mình        |         |
| 2003 | Marci X                              | Boyz R Us         |         |
| 2005 | Once Upon A Mattress                 | Sir Harry         |         |
| 2006 | Blinders                             | Scott             |         |
| 2007 | Music and Lyrics                     | Ray               |         |
| 2007 | Dan in Real Life                     | Cảnh sát          |         |
| 2007 | I Think I Love My Wife               | Người bán hàng #2 |         |
| 2011 | The Muppets                          | Mahna Mahna Host  |         |
| 2012 | What to Expect When You're Expecting | Evan              |         |

| Năm      | Tên phim                     | Vai diễn                    | Ghi chú |
| -------- | ---------------------------- | --------------------------- | --- |
| 1999     | Sex and the City             | Young Busboy                | 1 tập |
| 2003     | Hack                         | Sam Wagner                  | 1 tập |
| 2006     | Law & Order: Criminal Intent | Chance Slaughter            | 1 tập |
| 2006     | As the World Turns           | Adam Munson(#4)             | Từ ngày 24 tháng 10 đến ngày 27 tháng 11 năm 2006 |
| 2007     | Ghost Whisperer              | Matt Sembrook               | Bad Blood (2007) – 8 tập |
| 2007     | CSI: Miami                   | Jesse Stark                 | Bloodline – 1 tập |
| 2008     | Numb3rs                      | Officer Blaine Cleary       | Power – 1 tập |
| 2009     | Taking Chance                | Robert Rouse                | Phim truyền hình |
| 2009–nay | Glee                         | Will Schuester              | Vai chính Satellite Award giải Nam diễn viên xuất sắc trong một sê ri phim hài (2009) Được đề cử- Giải Quả cầu vàng hạng mục Nam diễn viên xuất sắc trong một sê ri phim nhạc kịch/hài (2009 & 2010) Được đề cử- Primetime Emmy Award giải Nam diễn viên xuất sắc trong một sê ri phim hài (2010) Được đề cử- Satellite Award giải Nam diễn viên xuất sắc trong một sê ri phim hài (2010) Được đề cử- People's Choice Award giải Nam diễn viên hài được yêu thích (2011) Đạo diễn tập 9 trong mùa thứ ba, "Extraordinary Merry Christmas" |
| 2011     | The Cleveland Show           | Will Schuester (Lồng tiếng) | Mùa 2, tập 11 How Do You Solve a Problem Like Roberta? |
| 2012     | Live with Kelly              | Chính mình                  | Cùng dẫn chương trình với Kelly Ripa ngày 21 tháng 2 năm 2012 |